# Space Jam
Space Jam is een Amerikaanse animatie/liveaction film uit 1996, met onder meer basketballer Michael Jordan en de Looney Tunes-personages in de hoofdrol. De film werd geproduceerd door Ivan Reitman en geregisseerd door Joe Pytka (liveaction) en Tony Cervone & Bruce W. Smith (animatie). De film is door Warner Bros. Pictures in 1996 uitgebracht.
De film kwam voort uit een reeks commercials van Nike, waarin Michael Jordan ook samen met de Looney Tunes te zien was.
In 2021 verscheen het langverwachte vervolg Space Jam: A New Legacy met basketballegende LeBron James in de hoofdrol.

## Verhaal
De film begint met de jonge Michael Jordan. Men ziet hoe hij zich opwerkt tot een van de beste basketballers van Amerika. Zodra hij op zijn top is, geeft hij aan te zullen stoppen met basketbal. Hij wil nu een carrière als honkballer nastreven. Dit gaat hem echter niet goed af.
Ondertussen, op een andere planeet, maakt Mister Swackhammer zich zorgen over het feit dat zijn attractiepark Moron Mountain steeds minder bezoekers trekt. Hij stuurt enkele van zijn onderdanen, de Nerdlucks, naar de aarde om de Looney Tunes te vangen als attracties voor zijn park. Via een gat in de aarde dringen de Nerdlucks binnen in de cartoonwereld. Ze confronteren de Looney Tunes met hun plannen. Bugs Bunny slaagt er echter in om de Nerdlucks ervan te overtuigen de Looney Tunes een kans te geven zich te verdedigen. Na wat beraad stemmen de Looney Tunes in een basketbalwedstrijd te spelen om te bepalen of ze meegaan naar Moron Mountain of niet. Daar de Nerdlucks erg klein en langzaam zijn denken de Looney Tunes dit makkelijk te kunnen winnen.
De Nerdlucks laten zich echter niet kennen. Ze gaan naar verschillende wedstrijden uit de NBA en stelen de talenten van de vijf topspelers. Door zelf deze talenten te absorberen veranderen ze in grote monsterlijke basketbalspelers genaamd de Monstars. Bugs beseft dat de Looney Tunes nu hulp nodig zullen hebben om te winnen. Hij laat Michael Jordan naar de cartoonwereld halen tijdens een potje golfen. Met enige moeite overtuigen ze hem ervan om hen te helpen bij de wedstrijd. Die nacht gaan Bugs en Daffy naar Michael’s huis om zijn basketbalspullen op te halen. Bij hun terugkeer naar de cartoonwereld ziet Stan, Michaels nieuwe publiciteitsmanager, hen. Hij volgt de twee en sluit zich ook aan bij het Looney Tunes-team.
De wedstrijd begint en het gaat de Looney Tunes ondanks Michael’s hulp niet goed af. Tijdens de rust staan ze dan ook ver achter. Bugs komt met een plan: hij overtuigt zijn teamgenoten ervan dat een fles water in werkelijkheid een geheim drankje is dat Michael altijd gebruikt om goed te kunnen spelen. Het placebo-effect slaat aan, en de Looney Tunes maken een comeback. Nu de stand weer gelijk is durft Michael het aan om een deal met Mister Swackhammer te maken. Hij wil de inzet van de wedstrijd verhogen: als de Looney Tunes winnen moeten de Monstars de gestolen talenten teruggeven, maar als de Monstars winnen wordt ook Michael een attractie in Swackhammer’s attractiepark.
In de laatste paar minuten komen de Monstars extra sterk opzetten en blesseren zoveel Looney Tunes dat het team al snel een speler tekortkomt. In een deus ex machina duikt onverwacht Michael’s vriend Bill Murray op als extra speler (hij kon naar de cartoonwereld komen omdat de producer van de film een vriend van hem is). In de laatste paar tellen scoort Michael het winnende punt, en behouden de Looney Tunes hun vrijheid.
Na de wedstrijd scheldt Swackhammer de Monstars de huid stijf. Michael wijst de Monstars erop dat ze nu groter en sterker zijn dan Swackhammer, en ze pakken hem terug door hem in een raket de ruimte in te schieten. Daarna geven ze zoals beloofd de gestolen talenten terug en worden weer Nerdlucks. Ze willen niet terug naar Moron Mountain, en blijven in de cartoonwereld. Michael brengt de gestolen talenten terug naar de NBA-spelers. Daarna kondigt hij aan met honkbal te stoppen en weer te gaan basketballen.

## Rolverdeling

### Acteurs
| Acteur            | Personage      |
| ----------------- | -------------- |
| Michael Jordan    | zichzelf       |
| Wayne Knight      | Stan Podolack  |
| Theresa Randle    | Juanita Jordan |
| Manner Washington | Jeffrey Jordan |
| Eric Gordon       | Marcus Jordan  |
| Penny Bae Bridges | Jasmine Jordan |
| Larry Bird        | zichzelf       |
| Bill Murray       | zichzelf       |
| Thom Barry        | James Jordan   |

Charles Barkley, Patrick Ewing, Muggsy Bogues, Larry Johnson, Shawn Bradley, Ahmad Rashad, Del Harris, Vlade Divac, Cedric Ceballos, Jim Rome, Paul Westphal en Danny Ainge spelen ook mee in de film als zichzelf.

### Stemacteurs
| Acteur                              | Personage                                              |
| ----------------------------------- | ------------------------------------------------------ |
| Billy West                          | Bugs Bunny, Elmer Fudd                                 |
| Dee Bradley Baker                   | Daffy Duck, Tasmanian Devil                            |
| Danny DeVito                        | Mister Swackhammer                                     |
| Bob Bergen                          | Hubie en Bertie, Marvin the Martian, Porky Pig, Tweety |
| Bill Farmer                         | Sylvester, Yosemite Sam, Foghorn Leghorn               |
| June Foray                          | Granny                                                 |
| Kath Soucie                         | Lola Bunny                                             |
| Maurice LaMarche                    | Pepé Le Pew                                            |
| Jocelyn Blue / Darnell Suttles      | Nerdluck Pound / Monstar Pound                         |
| Charity James / Steve Kehela        | Nerdluck Blanko / Monstar Blanko / Aankondiger         |
| June Melby / Joey Camen             | Nerdluck Bang / Monstar Bang                           |
| Catherine Reitman / Dorian Harewood | Nerdluck Bupkus / Monstar Bupkus                       |
| Colleen Wainwright / T.K. Carter    | Nerdluck Nawt/Sniffles / Monstar Nawt                  |

## Achtergrond

### Ontvangst
De recensies over de film waren over het algemeen gemengd tot negatief. Veel critici beschouwden de film als een slap aftreksel van de film Who Framed Roger Rabbit, een populaire film met een vergelijkbaar concept. Op Rotten Tomatoes gaf 37% van de recensenten de film een goede beoordeling.
Diegenen die de film goed vonden, prezen Warner Brothers vanwege de visuele effecten die veelvuldig in de film aanwezig zijn. Roger Ebert was bijvoorbeeld wel te spreken over de film, evenals Leonard Maltin.
De film was echter wel een kassucces. De wereldwijde opbrengst bedroeg $90.418.342.

### Soundtrack
Ondanks de negatieve recensies van de film, werd de soundtrack wel goed ontvangen door critici. Hiervan werden genoeg albums verkocht voor 6x platina.
De film betekende een muzikaal hoogtepunt voor zanger R. Kelly, met het lied I Believe I Can Fly. Het nummer werd een groot succes nadat het als soundtrack in de film werd gebruikt.
De soundtrack omvat de volgende nummers:
1. Fly Like an Eagle gezongen door Seal – 4:14
2. The Winner gezongen door Coolio – 4:03
3. Space Jam gezongen door Quad City DJ's – 5:07
4. I Believe I Can Fly gezongen door R. Kelly – 5:22
5. Hit 'Em High (The Monstars' Anthem) gezongen door B-Real van Cypress Hill, Coolio, Method Man, LL Cool J en Busta Rhymes – 4:17
6. I Found My Smile Again gezongen door D'Angelo – 6:15
7. For You I Will gezongen door Monica – 4:56
8. Upside Down ('Round-N-'Round) gezongen door Salt-N-Pepa – 4:16
9. Givin' U All That I've Got gezongen door Robin S. – 4:04
10. Basketball Jones gezongen door Barry White en Chris Rock – 5:40
11. I Turn To You gezongen door All-4-One – 4:52
12. All of My Days gezongen door Changing Faces met R. Kelly en Jay-Z – 4:01
13. That's the Way (I Like It) gezongen door Spin Doctors met Biz Markie – 3:49
14. Buggin' gezongen door Bugs Bunny (Billy West), Daffy Duck (Dee Bradley Baker) en Elmer Fudd (Billy West) – 4:14

## Prijzen en nominaties
| jaar | prijs                  | categorie                                                      | genomineerde(n)                            | uitslag     |
| ---- | ---------------------- | -------------------------------------------------------------- | ------------------------------------------ | ----------- |
| 1997 | ASCAP Award            | Top Box Office Films                                           | James Newton Howard                        | gewonnen    |
| 1997 | Annie Award            | Best Individual Achievement: Technical Achievement             | -                                          | gewonnen    |
| 1997 | Annie Award            | Best Animated Feature                                          | -                                          | genomineerd |
| 1997 | Annie Award            | Best Individual Achievement: Directing in a Feature Production | Bruce W. Smith, Tony Cervone               | genomineerd |
| 1997 | Annie Award            | Best Individual Achievement: Producing in a Feature Production | Ron Tippe                                  | genomineerd |
| 1997 | MTV Movie Award        | beste filmlied                                                 | R. Kelly                                   | genomineerd |
| 1997 | Golden Satellite Award | beste film – animatie of gemengde media                        | Daniel Goldberg, Joe Medjuck, Ivan Reitman | genomineerd |
| 1997 | Young Artist Award     | Beste familiefilm – animatie of special effects                | -                                          | genomineerd |
| 1998 | ASCAP Award            | Most Performed Songs from Motion Pictures                      | Diane Warren                               | gewonnen    |
| 1998 | Grammy Award           | Beste lied geschreven voor een film of televisie               | R. Kelly                                   | gewonnen    |
| 1998 | WAC Winner             | beste gebruik van animatie in een film of trailer              | -                                          | gewonnen    |